# Округ Тајога (Пенсилванија)
Округ Тајога (енгл. Tioga County) је округ у америчкој савезној држави Пенсилванија.

## Демографија
По попису из 2010. године број становника је 41.981, што је 608 (1,5%) становника више него 2000. године.
| Група             | 2000.          | 2010.          |
| Белци             | 40.452 (97,8%) | 40.560 (96,6%) |
| Афроамериканци    | 250 (0,6%)     | 333 (0,8%)     |
| Азијати           | 124 (0,3%)     | 183 (0,4%)     |
| Хиспаноамериканци | 214 (0,5%)     | 437 (1,0%)     |
| Укупно            | 41.373         | 41.981         |